# Ульяниха (Ивановская область)
Улья́ниха — деревня в Палехском районе Ивановской области. Входит в Пеньковское сельское поселение.

## География
Находится в 18,5 км к востоку от Палеха (19,5 км по автодорогам). Рядом проходит трасса Р152 (участок Палех — Заволжье).

## Население
| 1859 | 1905 | 2010 |
| ---- | ---- | ---- |
| 202  | ↘174 | ↘28  |